# Louis Fricke
Louis Fricke (né avant 1883 ; mort après 1912) est un photographe allemand, actif à Herford et Bad Salzuflen.

## Studios connus
- à partir de 1883 environ à Herford : Bäckerstr. 677
- vers 1900 à Herford : Bäckerstr.
- à partir de 1905 environ, parallèle à l'atelier de Herford : Salzuflen, Bahnhofstraße , en face de la poste
- à partir de 1907 environ, parallèle à l'atelier de Herford : Salzuflen, Am Gradierwerk

## Quelques Œuvres connues
vers 1904 : Carte de visite avec un portrait de Heinrich Wefing
vers 1905/06 : carte de visite avec le portrait de Karl Heldman , maire de Bad Salzuflen (1900-1906) et d'Eckernförde (1906-1914) (disponible dans les archives municipales d'Eckernförde)
1912 : Carte postale du vol longue distance du dirigeable Hansa de Friedrichshaven à Hambourg 
1912 : Débarquement de la Hanse près de Minden

## Source
- (de) Cet article est partiellement ou en totalité issu de l’article de Wikipédia en allemand intitulé « Louis Fricke » (voir la liste des auteurs).